# Studia irańskie
Studia Irańskie = Etudes Iraniennes = Tah-Silat-e-Irani – rocznik wydawany w latach 1943-1945 w Teheranie przez Towarzystwo Studiów Irańskich. 
Kluczową rolę w jego powstaniu miał Stanisław Kościałkowski. Ukazały się 3 roczniki. Współpracownikami pisma byli: Wiktor Sukiennicki, Franciszek Machalski. 